# 阿蒙森灣

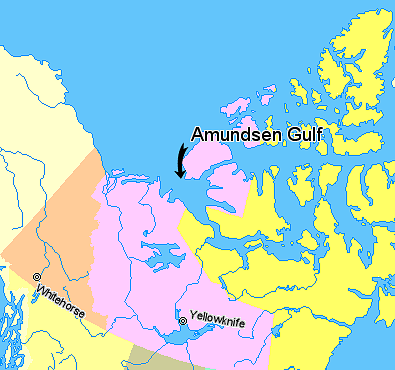

阿蒙森灣是加拿大的海灣，位於班克斯島、維多利亞島和該國大陸之間的海域，屬於北冰洋的一部分，由西北地區負責管轄，長400公里、寬150公里。
70°30′N 122°30′W / 70.500°N 122.500°W